# Ланда, Хуберт
Хуберт Ланда (нем. Hubert Landa; 23 октября 1870, Бранки (ныне район Всетин, Злинский край, Чехия) — 19 июля 1938, Кирнберг-ан-дер-Манк, ныне — в земле Нижняя Австрия) — австрийский художник.
Первоначально учился литографии, затем занимался живописью в Венской академии художеств (1894—1900) у Кристиана Грипенкерля и в венской Художественно-промышленной школе у Франца фон Мача. С 1908 года преподавал в Учебно-научном центре графики в Вене, в 1912—1924 годах — профессор. После выхода на пенсию открыл в Вене частную художественную школу, а также работал реставратором и смотрителем галереи в замке графов Коллоредо-Мансфельд.

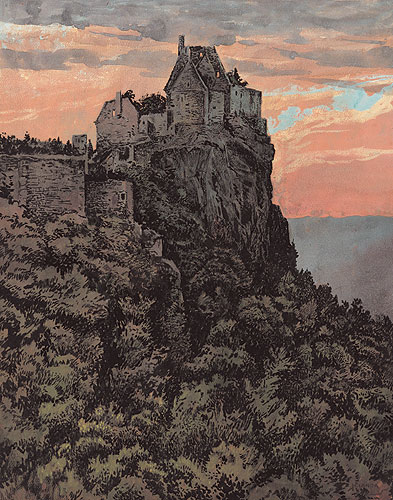
«Руины замка Аггштайн». Темпера, 1910—1915

Ланда был по преимуществу пейзажистом, особенно много его работ посвящены долине Вахау, куда он многие годы весной и осенью выезжал со своими учениками на этюды. Во время Первой мировой войны Ланда работал военным художником в Сербии.